# Mitteilungen der Botanischen Arbeitsgemeinschaft am Oberösterreichischen-Landesmuseum Linz
Mitteilungen der Botanischen Arbeitsgemeinschaft am Oberösterreichischen-Landesmuseum Linz (abreviado Mitt. Bot. Arbeitsgem. Oberösterr.-Landesmus. Linz) fue una revista científica con ilustraciones y descripciones botánicas que fue publicada en Linz desde el año 1969 hasta 1974, publicándose 6 números. Fue reemplazada por Linzer Biologische Beiträge.